# Wende Wagner
Wende Wagner, también conocida como Wendy Wagner (New London, Connecticut; 6 de diciembre de 1941-Santa Mónica, California; 26 de febrero de 1997), fue una actriz estadounidense, más conocida por sus actuaciones en The Green Hornet y Rio Conchos.

## Biografía y carrera
Fue hija del oficial de la marina estadounidense, nadador y entrenador de buceo John H. Wagner y de la campeona de esquí Rudy Arnold Wagner; vivió viajando por todo su país debido a la labor de su padre.
Mientras vivía en Coronado, California, con su familia, Billy Wilder entonces filmando Some Like It Hot vio a Wagner nadando y le ofreció una prueba de pantalla.  Sus padres lo prohibieron hasta que complete su año sénior en la Escuela secundaria de Coronado. Some Like It Hot fue filmado en el Hotel del Coronado así como en las playas de la ciudad. Después de graduarse, visite a Wilder e hizo una prueba de pantalla, pero declinó participar en la película The Apartment.
Viajó por el mundo como modelo, luego hizo su debut televisivo en un episodio de Wagon Train en 1959.  Mientras vivía en las Bahamas, se convirtió en doble de acción acuático en las series Sea Hunt y The Aquanauts. Ella también dobló para Joanne Dru en secuencias acuáticas en el film de 1960 September Storm. Wagner apareció en What's My Line? en diciembre de 1960 como "Buceadora para películas televisivas". Se casó con su amigo y buceador experto Courtney Brown, a quien conoció mientras trabajaba en los espectáculos.
Después de tener una hija llamada Tiffany, se divorció de Brown y fue contratada en la 20th Century Foxy Fox. Su carrera filmica incluyó papeles en Rio Conchos (1964), Out of Sight (1966), Destino Inner Space (1966), A Covenant with Death (1967), Rosemary's Baby (1968) y Guns of the Magnificient Seven (1969). Se casó y se divorció con el actor James Mitchum. Wagner tuvo también amistad con Sharon Tate, con la cual compartió una habitación de apartamento durante un periodo.
En 1965, apareció en Perry Mason como la acusada Anona Gilbert en "El Caso de la Pluma Cloak." Wagner ha aparecido también como invitada en otros shows televisivos que incluyen Flipper,  Lassie, Mannix y The Rookies. Durante 1966 y 1967 tuvo un papel regular como Lenore "Casey" Case, la secretaria de Britt Reid enThe Green Hornet.
Vivió en Malibú pero perdió su hogar y pertenencias en un incendio. Fue una miembro activa de la Sociedad Histórica de Malibú.[cita requerida]
Murió de cáncer el 26 de febrero de 1997, a los 55 años de edad.